# 호슈야마역
호슈야마역(일본어: 宝珠山駅)은 일본 후쿠오카현 아사쿠라군 도호촌에 위치한 규슈 여객철도 히타히코산 선의 철도역이다.

## 역 구조
단선 승강장 1면 1선을 가진 지상역이며, 무인역이다.

## 역사
- 1937년 8월 22일 : 히코산 선 요아케 - 호슈야마 역 간 개업과 동시에 개업.
- 1960년 4월 1일 : 히코산 선의 히타 선과의 구간 통합에 의해 히타히코산 선의 소속이 된다.
- 1987년 4월 1일 : 일본국유철도 분할 민영화에 의해 규슈 여객철도가 승계.

## 인접 역
| 히타히코산 선      | 히타히코산 선 | 히타히코산 선      |
| ------------------ | ------------- | ------------------ |
| 다이교지 조노 방면 | ■ 보통        | 오쓰루 요아케 방면 |